# Mundingshastighed
Mundingshastighed eller begyndelseshastighed for et projektil eller en granat, er den hastighed, hvormed projektilet forlader våbnets løbsmunding. Begyndelseshastigheden betegnes også ofte som V0.
| Militær | Spire Denne artikel om militær er en spire som bør udbygges. Du er velkommen til at hjælpe Wikipedia ved at udvide den. |